# Wybory parlamentarne w Mongolii w 2012 roku

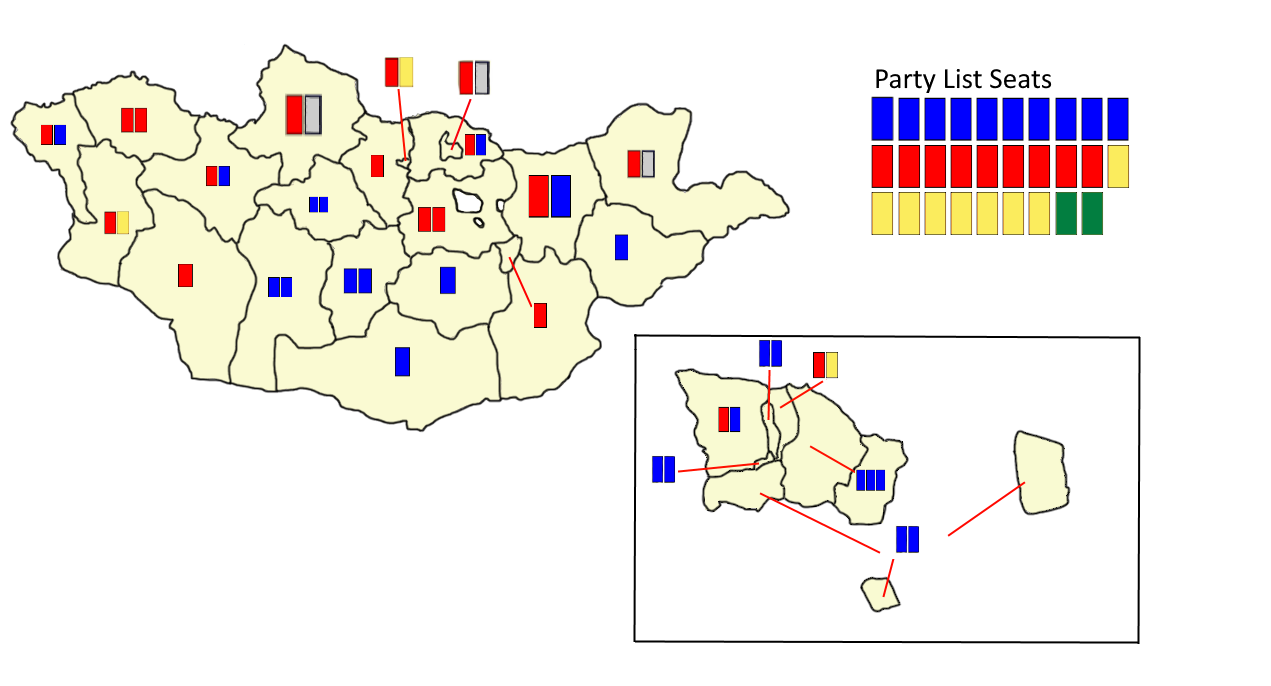
Wyniki wyborów na mapie Mongolii

Wybory parlamentarne w Mongolii odbyły się 28 czerwca 2012 w celu wybrania 76 parlamentarzystów do Wielkiego Churału Państwowego.

## System wyborczy
Partie musiały ogłosić 48 kandydatów do jednomandatowych okręgów wyborczych oraz 28 kandydatów do ordynacji proporcjonalnej. Został zagwarantowany parytet na listach wyborczych w postaci 20% zarezerwowanych dla kobiet.

## Głosowanie
Komisje wyborcze były otwarte od 7 do 20. Głosowanie odbyło się po raz pierwszy przy pomocy maszyn wyborczych. Maszyny wyborcze zostały wyprodukowane przez firmę Dominion Voting Systems, żeby natychmiastowo przekazać wyniki do Generalnego Komitetu Wyborczego. Było 544 kandydatów, z czego 174 były kobiety. Było 1 833 478 wyborców uprawnionych do głosowania a frekwencja wyniosła 65%.

## Wyniki wyborów
|  | Komitet wyborczy                                                            | Głosy     | % głosów | Mandaty zdobyte w okręgach | Mandaty zdobyte z listy krajowej | Mandaty ogółem |
|  | --------------------------------------------------------------------------- | --------- | -------- | -------------------------- | -------------------------------- | -------------- |
|  | Partia Demokratyczna                                                        | 399 194   | 35,32%   | 24                         | 10                               | 44             |
|  | Mongolska Partia Ludowa                                                     | 353 839   | 31,31%   | 17                         | 9                                | 26             |
|  | Koalicja Sprawiedliwości                                                    | 252 077   | 22,31%   | 4                          | 7                                | 11             |
|  | Obywatelska Wola-Partia Zielonych                                           | 62 310    | 5,51%    | 0                          | 2                                | 2              |
|  | Bezpartyjni                                                                 | –         | –        | 3                          | –                                | 3              |
|  | Razem                                                                       | 1 198 086 | 100,0    | 48                         | 28                               | 76             |
|  | Źródło: Generalna Komisja Wyborcza Mongolii Mongolia Today Revote (News.mn) |           |          |                            |                                  |                |